# Годисон
Годисон (фр. Godisson) насеље је и општина у северној Француској у региону Доња Нормандија, у департману Орн која припада префектури Алансон.
По подацима из 2011. године у општини је живело 114 становника, а густина насељености је износила 18,36 становника/km². Општина се простире на површини од 6,21 km². Налази се на средњој надморској висини од 221 метар (максималној 267 m, а минималној 175 m).

## Демографија
| 1962. | 1968. | 1975. | 1982. | 1990. | 1999. | 2011. |
| ----- | ----- | ----- | ----- | ----- | ----- | ----- |
| 132   | 165   | 126   | 91    | 68    | 101   | 114   |

График промене броја становника у току последњих година